# Luisetaines
Luisetaines ist eine französische Gemeinde im Département Seine-et-Marne in der Region Île-de-France. Sie gehört zum Arrondissement Provins und zum Kanton Provins (bis 2015: Kanton Donnemarie-Dontilly).

## Geographie
Die Eisenbahnlinie von Gouaix nach Montereau-Fault-Yonne tangiert Luisetaines im Süden. Die weiteren Nachbargemeinden sind Sigy im Nordwesten, Paroy im Nordosten, Les Ormes-sur-Voulzie im Osten und Saint-Sauveur-lès-Bray im Südosten.

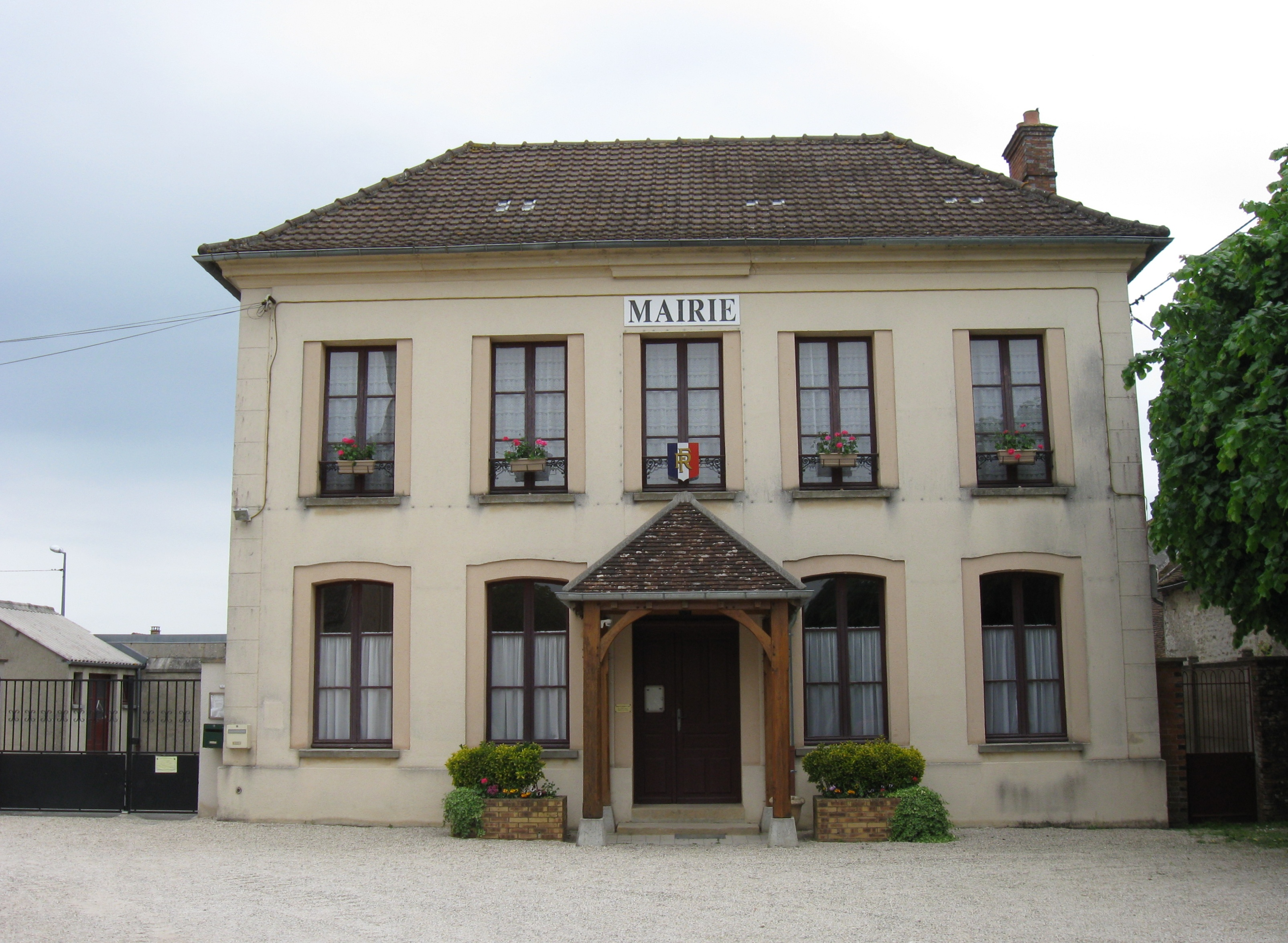
Mairie (Rathaus)

## Geschichte
Luisetaines wurde anlässlich des Gefechts bei Mormant in Mitleidenschaft gezogen – vor allem am 13. Februar 1814.

### Bevölkerungsentwicklung
| Jahr      | 1962 | 1968 | 1975 | 1982 | 1990 | 1999 | 2008 | 2013 |
| --------- | ---- | ---- | ---- | ---- | ---- | ---- | ---- | ---- |
| Einwohner | 215  | 194  | 176  | 185  | 197  | 208  | 225  | 241  |

## Verkehr
Der Bahnhof im südwestlich gelegenen Vimpelles wird heute nicht mehr bedient. 